# Conseil national de la communication (Cameroun)
Le Conseil national de la communication (abrégé en CNC ») est un organe de régulation et de consultation doté de la personnalité juridique et de l'autonomie financière. Placé auprès du premier ministre, chef du Gouvernement du Cameroun il est chargé d'assister les pouvoirs publics dans l'élaboration, la mise en œuvre et le suivi de la politique nationale de communication sociale.

## Liste partielle des dirigeants
| Identité                     | Période     | Période     | Durée |
| Identité                     | Début       | Fin         | Durée |
| ---------------------------- | ----------- | ----------- | ----- |
| Peter Essoka                 | 4 juin 2014 | 4 juin 2021 | 7 ans |
| Joseph Chebongkeng Kalabubse | 4 juin 2021 |             |       |